# Chiesa di San Maurizio (Bioggio)
La chiesa parrocchiale di San Maurizio è il principale luogo di culto cattolico del borgo di Bioggio.
È considerata un importante esempio del primo stile neoclassico nel Canton Ticino. È posto tra i beni culturale di importanza regionale dalla Confederazione Svizzera.

## Storia
La chiesa è documentata storicamente dal 1261, ma la presenza di resti di una villa romana e di un tempietto romano come anche di una necropoli nell'area in cui sorge il complesso, lascia supporre che essa sia sorta molti anni prima del XIII secolo, probabilmente su un'area sacra che doveva risalire all'invasione nordetrusca testimoniata da alcune steli rinvenute nella zona archeologica.
Il primo documento è datato 14 settembre 1261 e indica una "ecclesie Sancti Mauricii di Biegio"..
Le origini altomedievali della chiesa primitiva sono state scoperte mediante gli scavi archeologici degli anni 1997-1998 che ne hanno individuato i resti murari.
Il primo edificio risaliva probabilmente al V-VI secolo ed era una semplice aula di culto, forse legata alla villa romana, sicuramente sorgeva in un'area adibita a necropoli, individuata grazie al rinvenimento di diverse tombe.
Nel VII-VIII secolo si aggiunse l'abside semicircolare a cui seguì la costruzione romanica, con campanile, poi ampliata in epoca gotica.
Nella seconda metà del XV secolo la chiesa venne ampliata ancora a portata a tre navate.
La chiesa venne eretta in viceparrocchia dalla vicinanza di Bioggio il 13 marzo 1708 con approvazione del vescovo Francesco Bonesana. Primo parroco fu Giovanni Staffieri (1639-1719).

A causa dello stato fatiscente, la vicinanza di Bioggio, il 14 luglio 1773 decretava l'abbattimento della chiesa vecchia e la creazione di una nuova.
La chiesa venne integralmente ricostruita, orientata in senso opposto e posta quasi in maniera speculare a quella più antica rispetto al tracciato della strada. Venne progettata dall'architetto Girolamo Grossi (1749-1809) di Bioggio, divenuto in seguito monaco dell'Ordine della Beata Vergine del Monte Carmelo, nell'odierna forma a pianta centrale e venne completata nel 1783, mentre la vecchia era già distrutta.
Dell'edificio precedente resta visibile solo il campanile seicentesco con cupola ottagonale e qualche oggetto posto nella nuova chiesa come il fonte battesimale.
Il sagrato della chiesa è stato completamente rifatto su progetto dell'architetto Piero Conconi tra il 1996 e il 1999, al di sotto si trovano i resti della originaria aula di culto.

### Costruzione della chiesa
La costruzione della chiesa procedette molto a rilento in quanto si sovvenzionava con le elemosine e con le donazioni (piis elargionibus). Le maestranze erano di Gaggio, frazione di Bioggio, mentre la parte decorativa venne assegnata a decoratori locali come gli Staffieri e i Grossi.
La consacrazione avvenne il 7 luglio 1791 ad opera del vescovo di Como monsignor Giuseppe Maria Bertieri, che effettuò anche la visita pastorale, ma l'edificio non era completo. Mancavano la facciata, che era allo stato grezzo, le stuccature del catino e del battistero e la cantoria. Il campanile non venne mai costruito, ma si recuperò quello della vecchia chiesa.
Il vescovo così descrisse la nuova chiesa:
L'illustrissimo e Reverendissimo Monsignor Vescovo Giuseppe Bertieri, compiuta la visita nella chiesa parrocchiale di San Pietro in Bedano, sulla sera a piedi si portò a Bioggio nella Pieve di Agno Fu ricevuto nella casa Conte Capitano Bernardo Rusca e preso un po' di riposo, vestito solennemente (dovendo la mattina del dì seguente consacrare la Chiesa v. Parrocchiale ex-novo constructa) poste in una piccola urna di piombo e segnate col proprio sigillo ed incensate le sacre Reliquie, sotto il baldacchino, preceduto dal v. Parroco portante le sacre Reliquie e dai Confratelli del Santissimo Sacramento con lumi accesi e cantando le Litanie dei Santi come si usa nelle processioni, pervenne alla Cappella della vecchia Chiesa e deposte le sacre Reliquie sopra mensa dell'Altare invitò efficacemente il popolo a passare la notte alternativamente nella preghiera.
Al mattino seguente giorno 7 luglio l'illustrissimo e Reverendissimo Monsignor Vescovo, con rito solenne consacrò la nuova chiesa e la dedicò ai santi martiri Maurizio e Soci, stabilendone l'anniversario alla prima domenica del mese di luglio di ogni anno.
La chiesa è di nuova costruzione, completa, eretta per elargizioni ed elemosine, poco distante dalla vecchia Chiesa distrutta dalle fondamenta e l'area ne forma la piazza che adorna la nuova. Alla stessa si ascende per due gradini; il portale è di pietra lavorata e il pavimento di cemento. Tutta la Chiesa sotto una cornice elevata è di una sola navata, ornata e nel mezzo della maggiore elevazione (cupola) è decorata di pitture eleganti, è di capacità sufficiente ed ultra.
Vi sono eretti tre altari: il maggiore dedicato a S. Maurizio, dipinto su tela, nell'icona: è tutto di marmo vario ed elegante, è isolato da uno spazioso coro e il grande presbiterio è circondato da balaustre di marmo: tutto l'altare è di marmo, ha due gradini, il Tabernacolo e il tronetto sopra e sostenuto da sei colonnette e sopra vi sono quattro piccole statue di Angeli di marmo bianco che sostengono una corona dorata. I capitelli delle colonnette, la porta del Tabernacolo e parte dei marmi dell'Altare sono ornati di lamine d'oro.
La sacra Mensa è una pietra unica.
Al Presbiterio si ascende per tre gradini di marmo.
Il pavimento è di mattoni; alla mensa dell'altare si ascende per tre gradini di marmo.
La Cappella al lato del Vangelo è dedicata ai Santi Benedetto e Mauro, vi è una grande icona con tela dipinta, circondata da opre marmoree, con ai lati due colonne di marmo nero in forma spirale. Tutta la mole dell'Altare è di marmo e la cappella è chiusa da balaustre di marmo. La mensa sacra è mobile come a prescrizioni. Di fronte alla suddetta Cappella ve n'è un'altra dedicata al Santissimo Crocifisso; rappresentato in una tela dipinta ed ai piedi del Crocifisso vi è la Madre dolente.
Tutta la mole dell'Altare e di vario marmo e la Cappella è chiusa da balaustre pure di marmo.
La Mensa sacra è mobile come alle prescrizioni.
Vi è lo stemma gentilizio, inciso in marmo bianco della nobile famiglia de Rusca, sopra l'ornato marmoreo dell'icona della stessa Cappella; fu dato zecchini 100 per la costruzione della Cappella come si ritiene.
Di mezzo fra l'Altare maggiore e la Cappella dei Santi Benedetto e Mauro vi è un atrio per cui si accede alla casa parrocchiale e alla sagrestia, abbastanza ampia e spaziosa.
Al pilastro vicino alla Cappella predetta dei Santi Benedetto e Mauro sporge il pulpito in cemento.»
(Archivio Diocesano. Visite pastorali.)

### Restauri
La chiesa fu sottoposta a restauri nel 1949 effettuati sui marmi e con il completamento dei pavimenti. Nel 1953 venne demolita la casa parrocchiale che era addossata alla chiesa sul lato sinistro alla facciata. Negli anni 1960-1970 vennero effettuati lavori al tetto e ad altre parti dell'edificio. Tra il 1981 e il 1983 subì un restauro generale.

## Descrizione

### Struttura
La struttura della chiesa è a pianta centrale (a croce greca). Il corpo centrale è ottagonale e dai lati maggiori si dipartono le due cappelle laterali, il presbiterio e l'atrio. Questa caratteristica rende i lati perpendicolari e paralleli alla strada più lunghi rispetto ai lati obliqui dell'ottagono. I corpi laterali sono delle stesse dimensioni volumetriche a parte il presbiterio che è molto più lungo delle cappelle, grazie ad un piccolo coro semicircolare che lo chiude ad un'estremità.
L'atrio comunica con l'esterno direttamente sulla strada che separa la chiesa dal sagrato e dal campanile.
Il corpo centrale è coperto da una cupola a pennacchi ed è scandito da paraste corinzie sostenenti una trabeazione perimetrale avvolgente. I quattro archi della volta a cupola sono strombati e si collegano alle volte a botte lunettate delle cappelle e a quella del presbiterio che è chiusa all'estremità dal catino del coro.
L'esterno della chiesa si presenta grezzo e con materiale di costruzione a vista, mentre solo la facciata è stuccata.
La struttura della chiesa presenta molte similitudini con la vicina chiesa dei Santi Giovanni Battista e Provino di Agno, ricostruita circa 20 anni dopo di quella di Bioggio, che ha anch'essa una facciata stuccata, rivolta verso la valle del Vedeggio, e con la rimanente parte esterna grezza e con materiale a vista.

### La facciata
La facciata monumentale è a due ordini di lesene accoppiate, separati da trabeazione. Il primo ordine è formato da lesene corinzie e il secondo da lesene ioniche, su cui poggia un frontone triangolare.
La facciata venne compiuta solamente nel 1908, dall'architetto Paolo Zanni su commissione di Pietro Grossi. Gli stucchi sono di Pietro Ramelli di Grancia. Lo stesso Pietro Grossi finanziò il tinteggio di tutta la chiesa.
Sul portale lunettato è visibile un affresco dei primi anni del secolo XX di Fausto Bernasconi di Bedano, raffigurante San Maurizio a cavallo davanti alla legione tebea, episodio che ricorda il martirio del santo avvenuto nei pressi di Agaunum insieme a tutta la sua legione. Venne eseguito su legato di Giovanni Battista Staffieri (1861-1904), scultore di Bioggio che viveva a Rosario.
La gradinata di accesso in granito venne eseguita su commissione della famiglia Rusca.

### Il campanile
Il campanile è quello seicentesco già appartenente alla precedente chiesa. Si erge sul sagrato staccato dal corpo principale della chiesa. Vi sono ospitate tre campane del 1870 della fonderia Bizzozero di Varese. Venne mantenuto e salvato dall'abbattimento della vecchia chiesa di San Maurizio in quanto, mancando i fondi, non si poteva costruire uno nuovo, per cui pensò solo a rimaneggiarlo. Restaurato nel 1937, ha avuto un nuovo restauro e ristrutturazione negli anni 1979-1983 da parte dell'architetto Angelo Bianchi.

### Il sagrato
Il sagrato della chiesa parrocchiale forma una piazza progettata all'architetto Piero Conconi (nato nel 1962). È lastricata di gneiss e al centro presenta l'antico campanile seicentesco, mentre ai lati ha portici, di dimensioni uguali a quelle del campanile, con pilastri in calcestruzzo bianco che la delimitano. È animata dalla fontana di Reto Rigassi (nato nel 1951) che la percorre in lungo e in largo, rasoterra; da due grossi serbatoi nel campanile l'acqua piovana caduta sul tetto fuoriesce e si riversa da un rubinetto affacciato su un piccolo bacile a forma di luna, andando ad irrorare gli storaci allineati e il salice piangente.

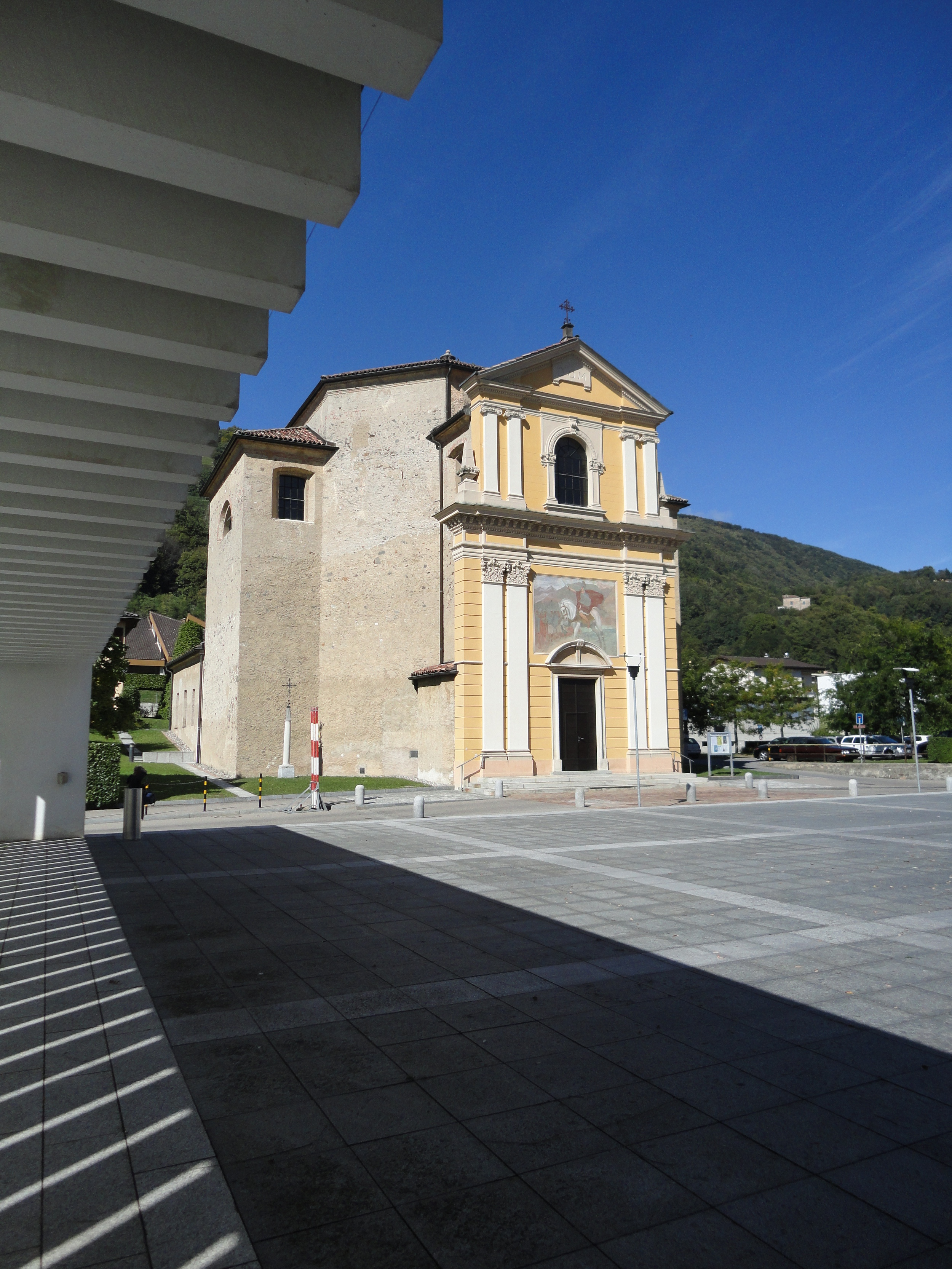
Facciata vista dai portici del sagrato
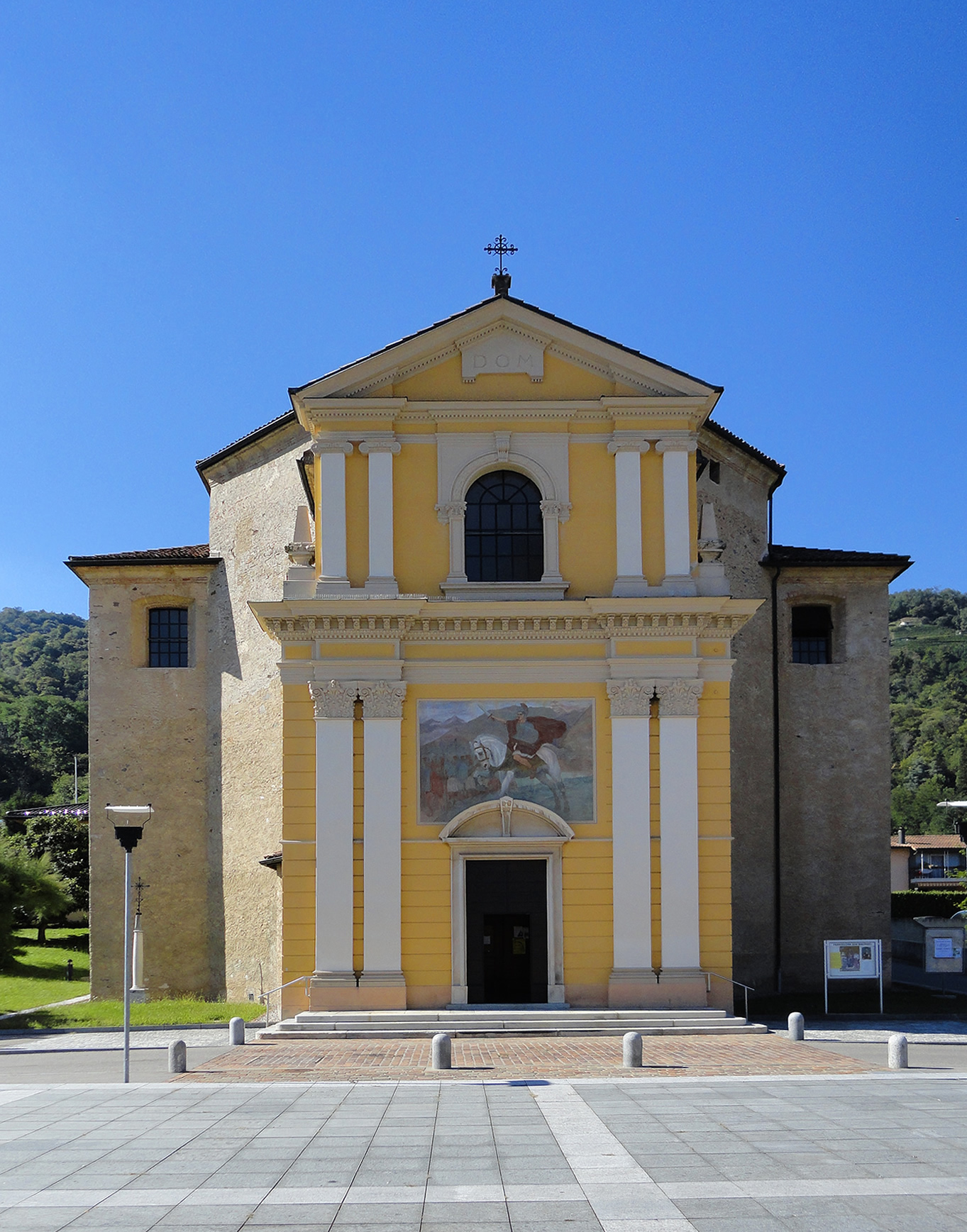
Facciata
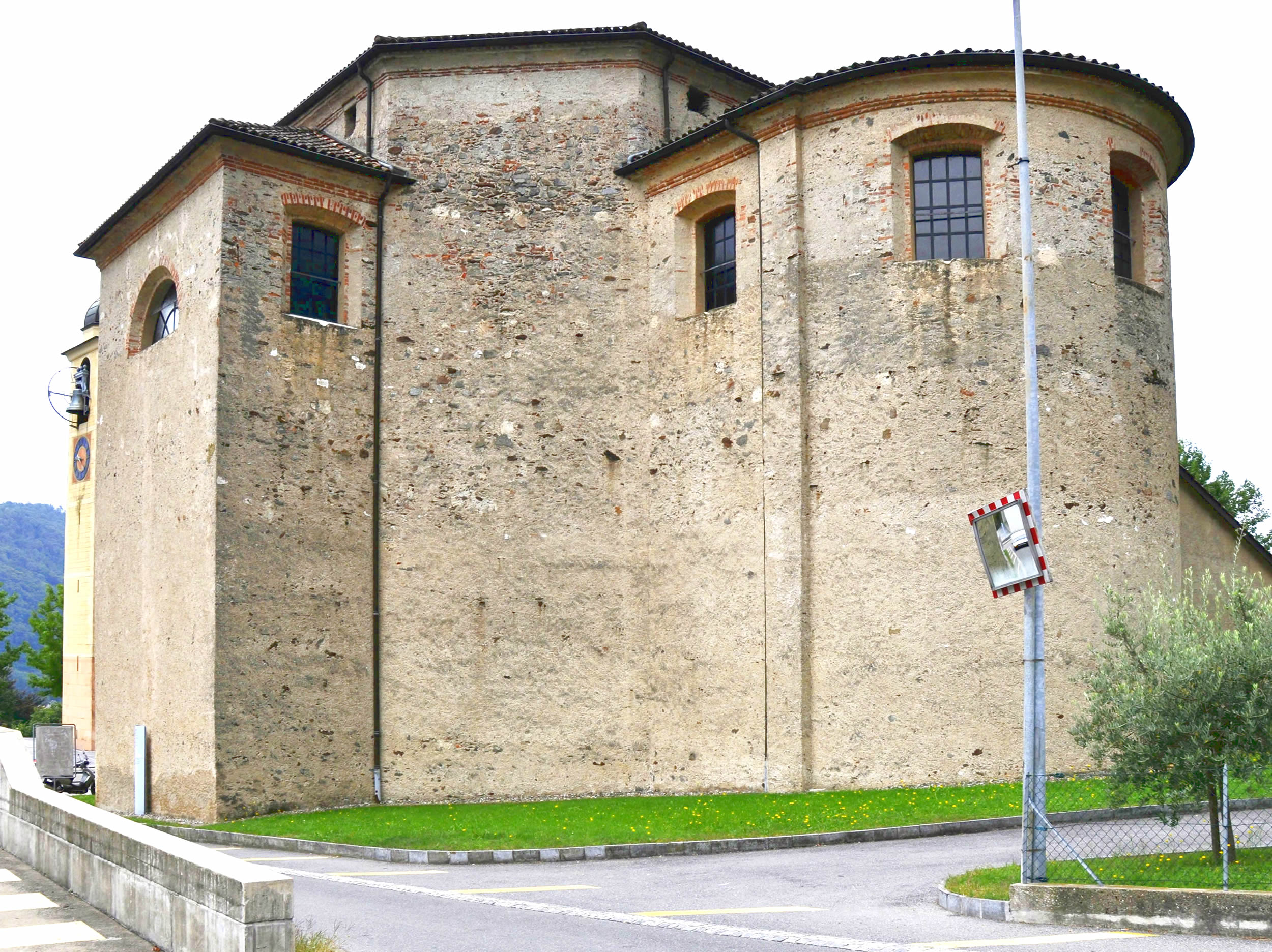
Abside
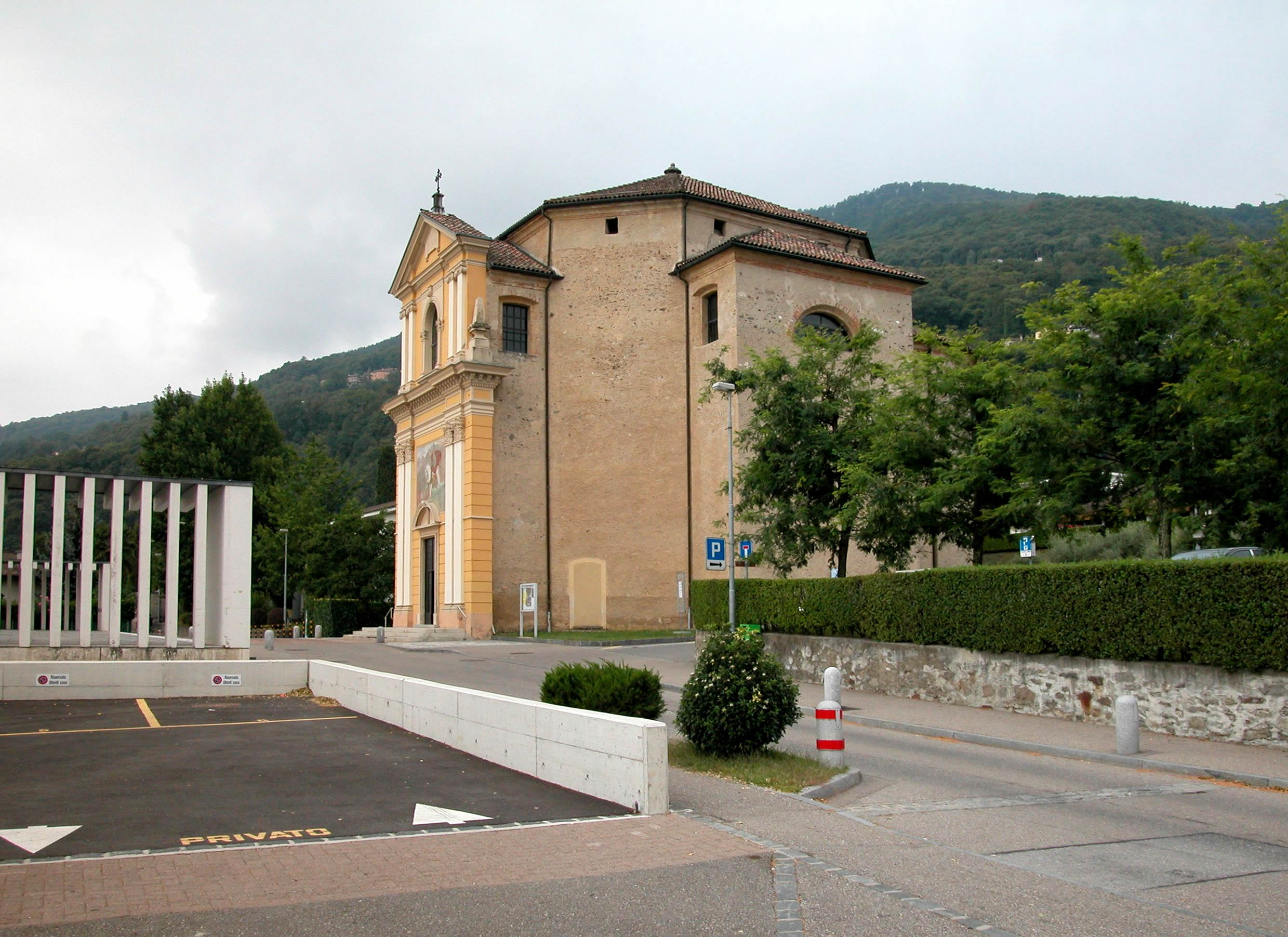
Vista laterale
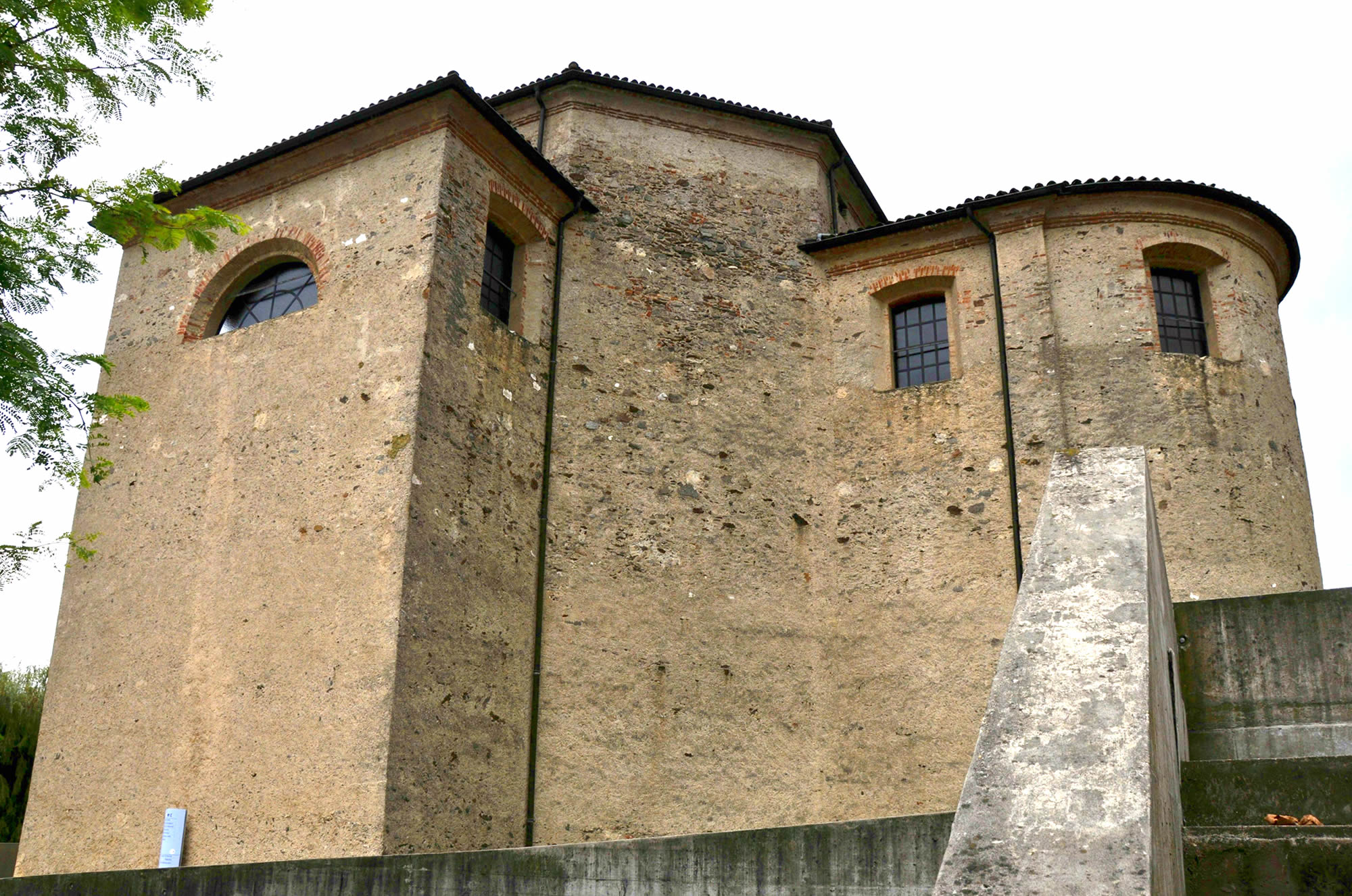
Abside ed esterno della cappella destra
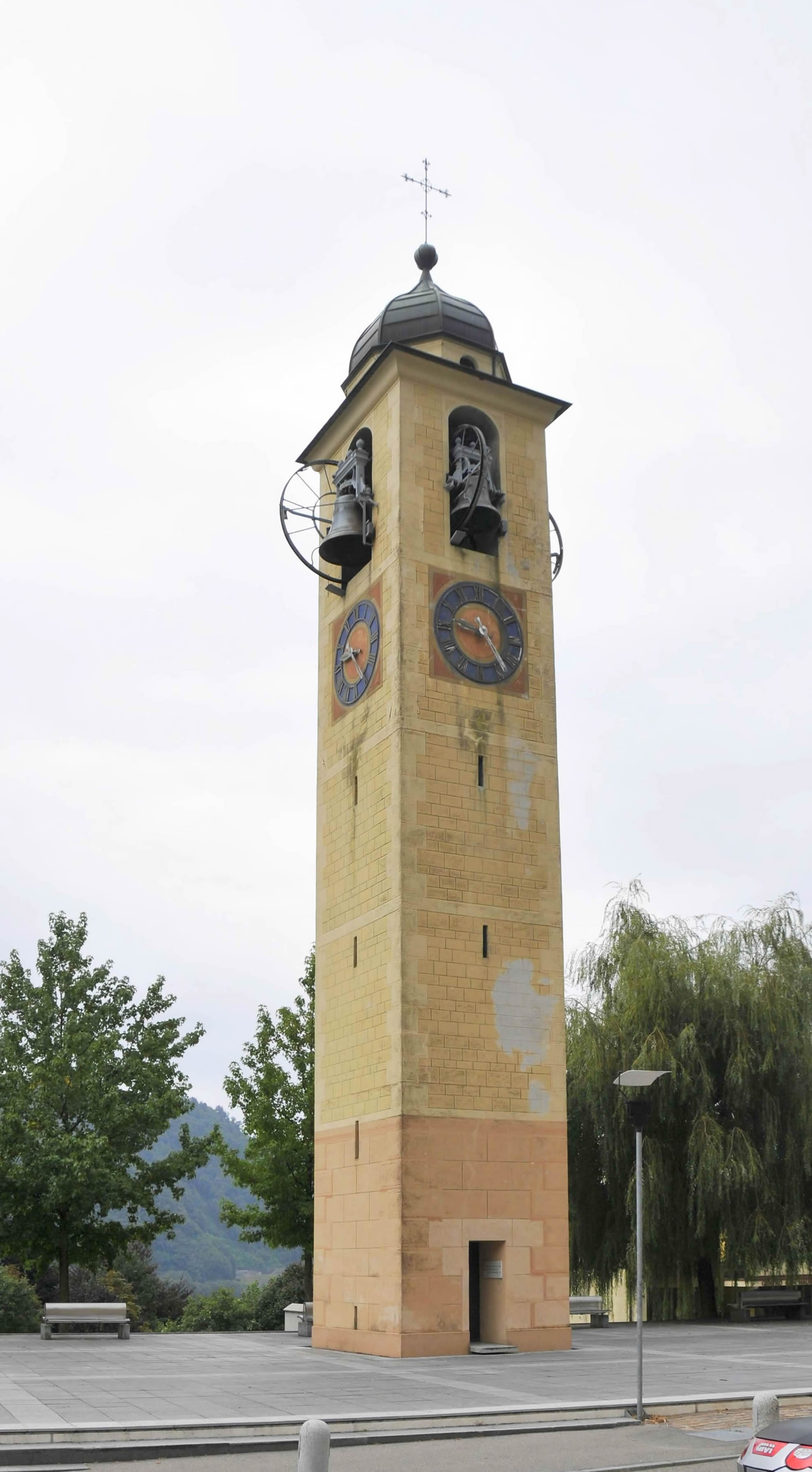
Campanile
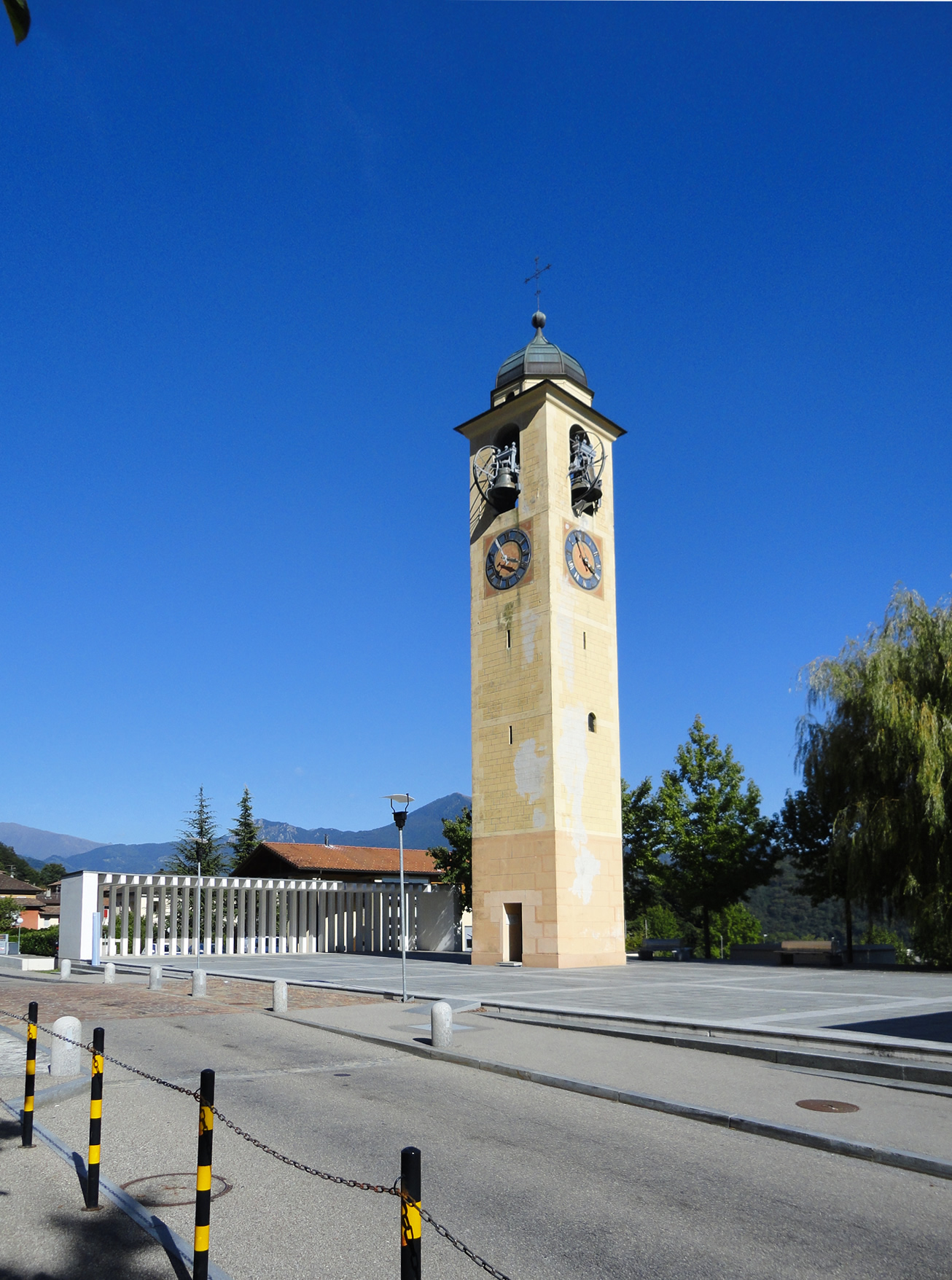
Campanile
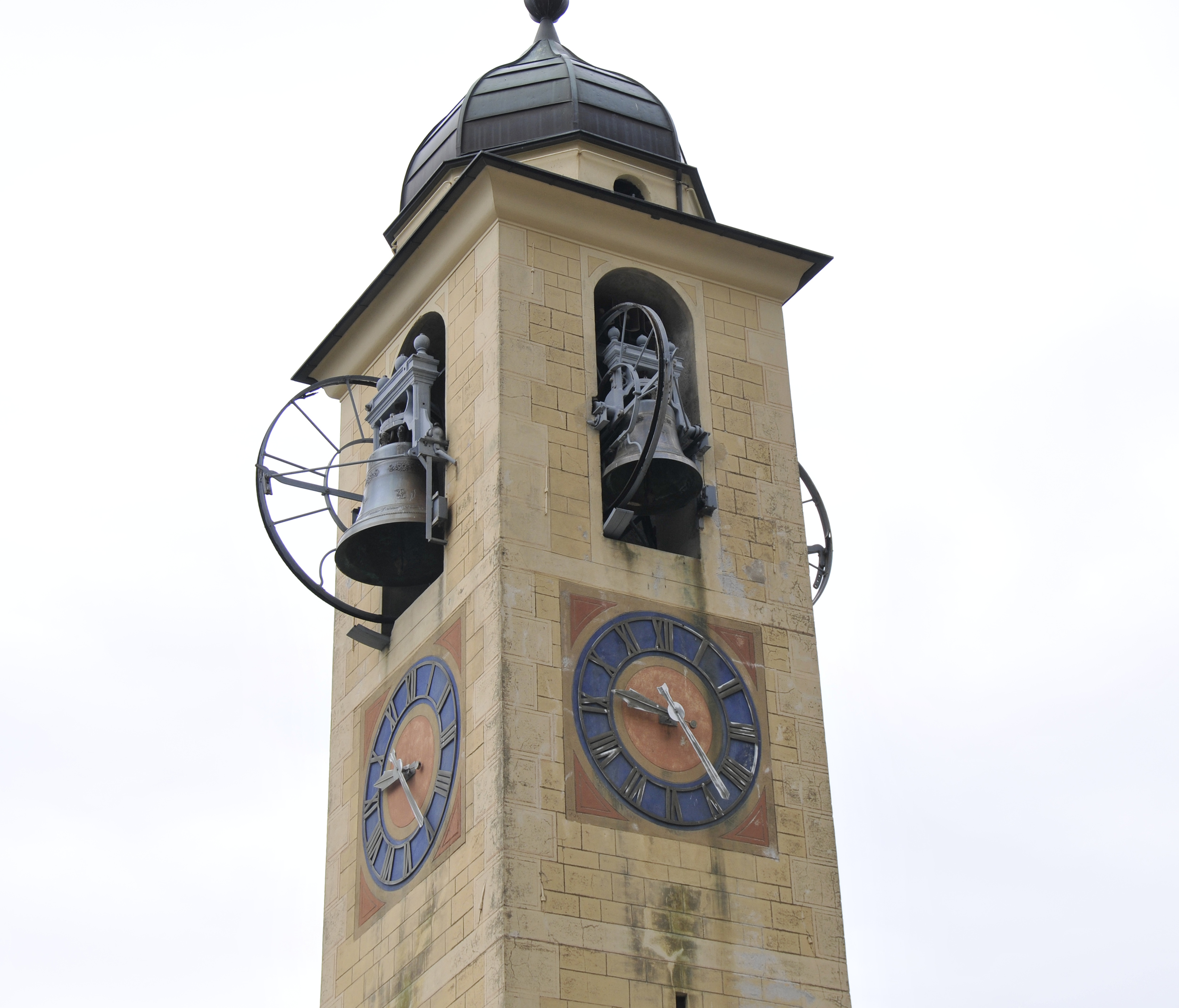
Campane
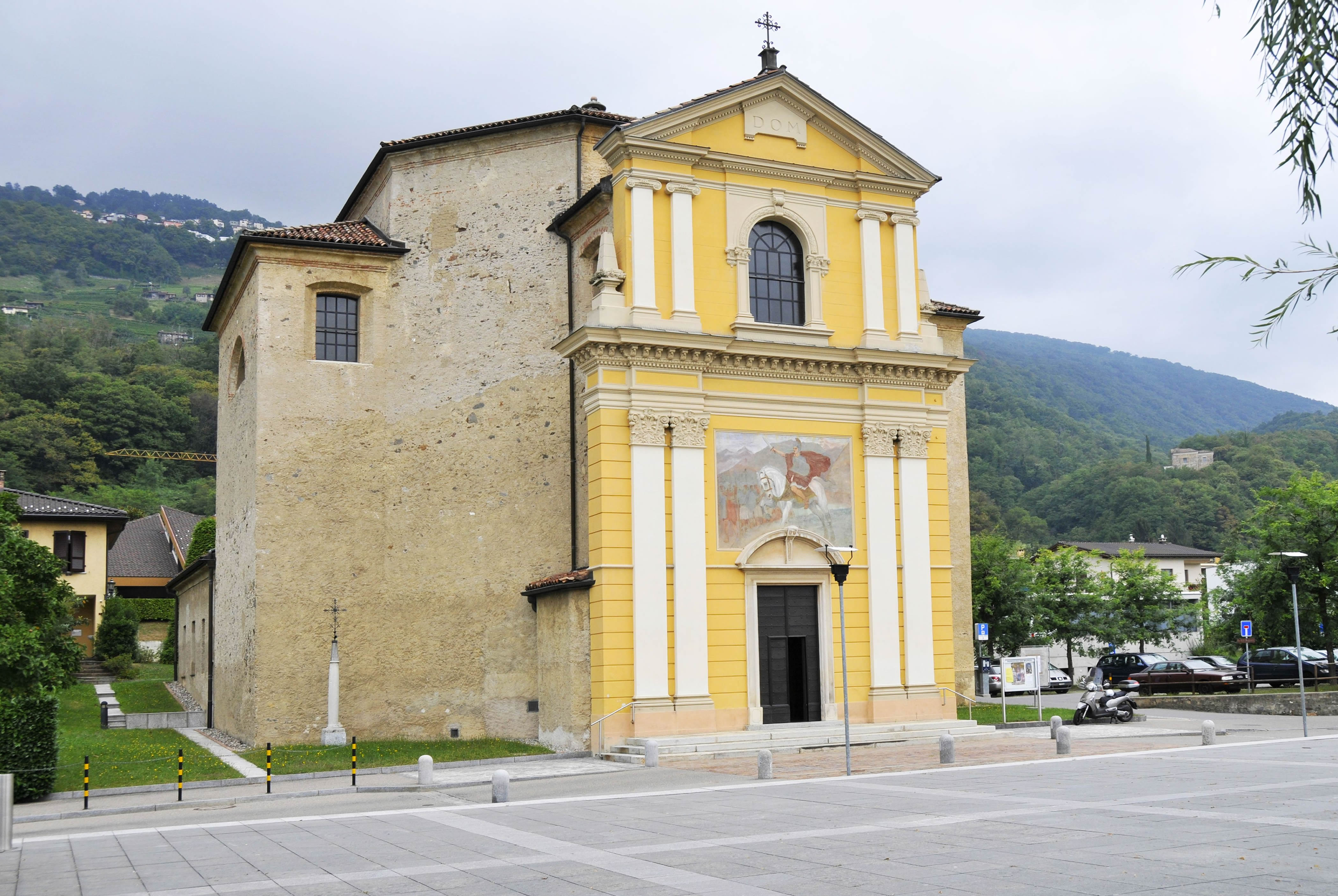
Facciata

### Interno

#### Decorazioni
Lo spazio interno ha paraste di ordine corinzio che sorreggono un cornicione che corre lungo tutto il perimetro.
Gli stucchi sono opera dei maestri locali come Giovanni Battista Staffieri (1749-1808), Giovanni Battista Soldati (circa 1785-1858) di Bioggio, Pietro Grossi (1755-1845) e Andrea Rossi (1764-1843) di Bioggio.
Lo Staffieri eseguì il pulpito mentre insieme al Rossi e al Grossi eseguì il cornicione interno, i capitelli corinzi delle lesene e i cartigli posti sul colmo degli archi, seguendo il gusto rococò dell'epoca.
Le lesene vennero lasciate inizialmente grezze, furono rivestite di stucco lucido da Pietro e Giovanni Balestra e Antonio Quadri di Bioggio nel 1867.

#### Cupola
La cupola centrale è ornata di affreschi del primo Ottocento, attribuibili a Giuseppe Reina (1759-1836) di Savosa. Essi rappresentano l'Apoteosi di san Maurizio e le Virtù teologali e cardinali e nei pennacchi i Quattro Evangelisti. Gli arconi in stucco dei quattro bracci presentano cartigli in stile rococò con iscrizioni sapienziali latine.

#### Presbiterio
Il profondo presbiterio è coperto da una volta a botte lunettata che reca al sommo, entro una cornice di stucco, la colomba che rappresenta lo Spirito Santo; la posteriore semicupola del coro lunettata è scandita dall'alternanza di costoloni con girali e volute affrescate. Cinque finestroni si aggiungono ai nove degli altri tre bracci dell'aula a croce greca.
Gli stucchi della calotta absidale sono opera di Gerolamo Staffieri (1785 - 1837), figlio di Giovanni Battista, del 1830 così come quelli della nicchia del fonte battesimale.
L'altare maggiore è in marmi policromi con parti in lamine d'oro.
Sull'autore dell'altare maggiore per ora non si hanno notizie, ma si presume che sia stato disegnato dal Grossi; il tabernacolo è sormontato da un tempietto con il Crocifisso coronato da quattro putti di cui due in marmo bianco.
Nel presbiterio dietro l'altare maggiore, sopra gli stalli lignei del coro sulla parete di fondo, entro una classica cornice a "orecchie" a stucco sormontata da una panoplia di armi e di bandiere recante le lettere MMEC (Maurizio martire e compagni), si trova l'imponente pala tardosettecentesca col Martirio di san Maurizio di autore ignoto.
Di fianco all'altare, sulla parete di sinistra è affrescata l'Assunzione della Vergine, opera giovanile di Antonio Barzaghi Cattaneo (1837-1922) del 1865 o 1869. Venne eseguita su commissione di Maurizio Grossi. Alcuni bozzetti sono conservati presso le famiglie Staffieri e Balestra.
Sulla parete di destra c'è una grande tela raffigurante l'Immacolata Concezione, opera di Emilio Maccagni di Rivera del 1933, sul modello di quella dipinta da Carlo Innocenzo Carloni (1687-1775) di Scaria nella chiesa della Santissima Trinità del convento dei frati Cappuccini a Lugano. Venne eseguita su commissione di Guiuseppina Grossi.
Il coro è delimitato da una balaustra rococò con stucchi marmorei. Sul lato sinistro del presbiterio c'è il pulpito in stucco lucido e finti marmi policromi opera di Giovanni Battista Staffieri risalente alla fine del XVIII secolo.

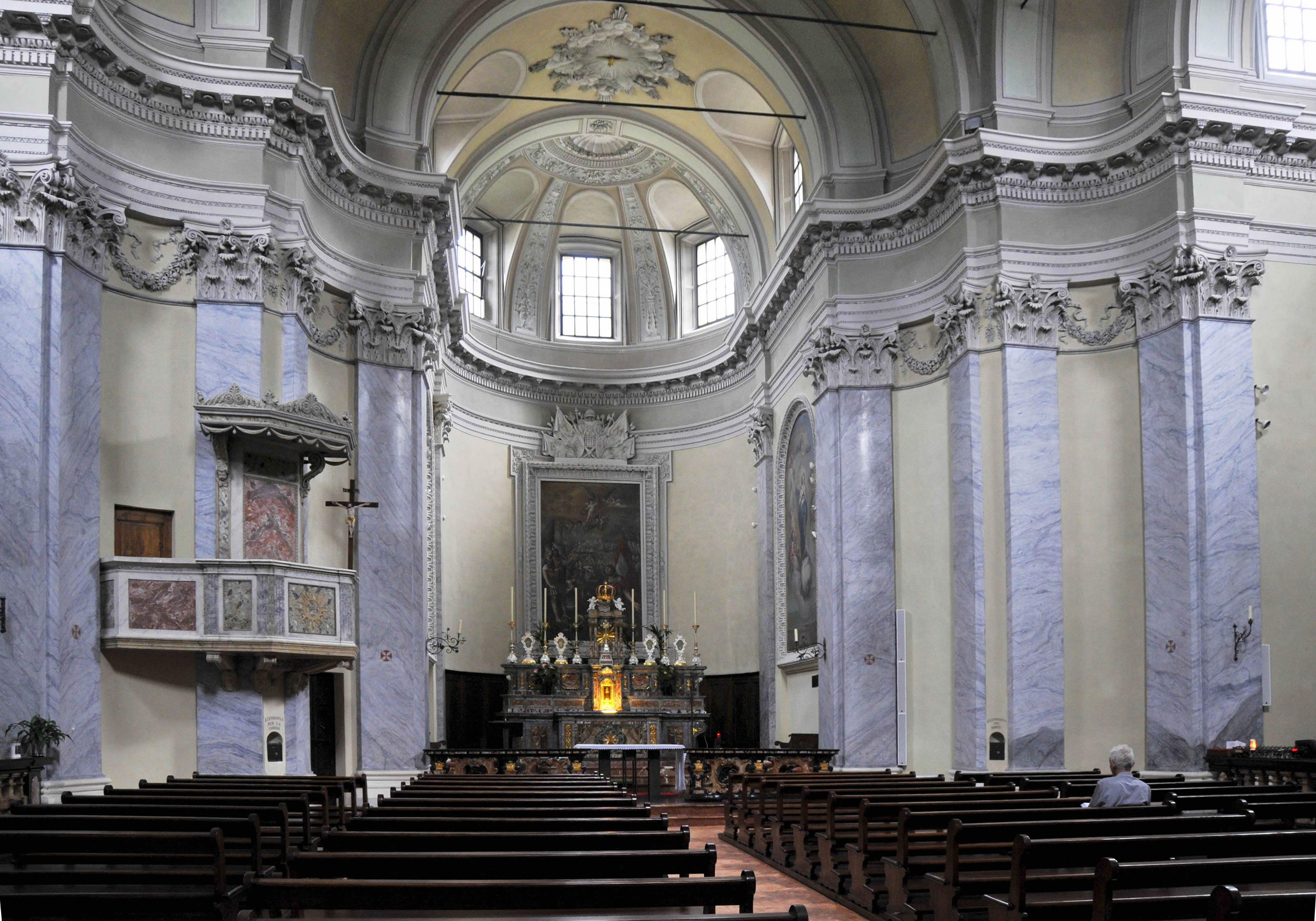
Interno con stucchi di Giovanni Battista Staffieri, Pietro Grossi e Andrea Rossi
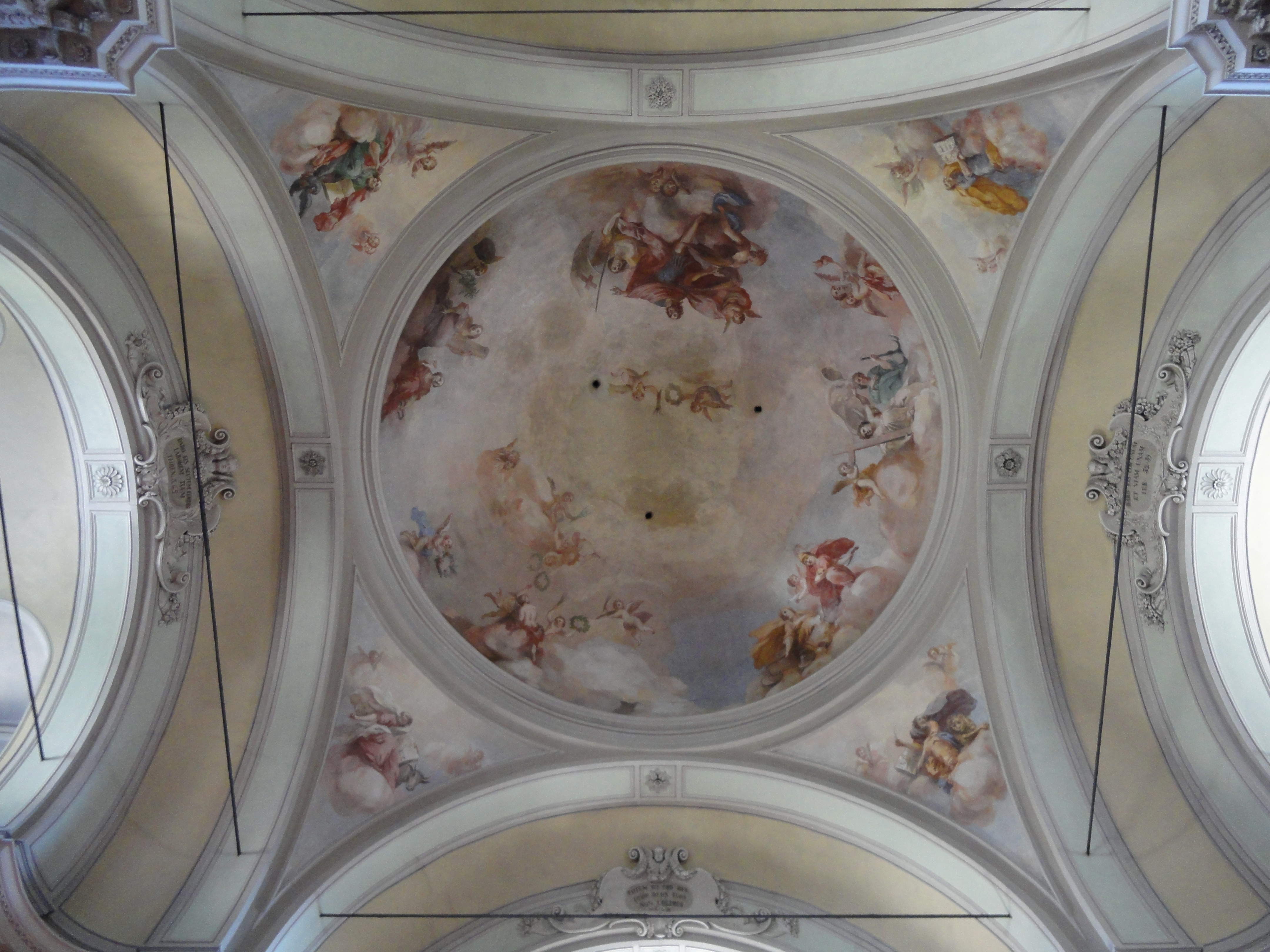
Cupola con dipinti di Giuseppe Reina
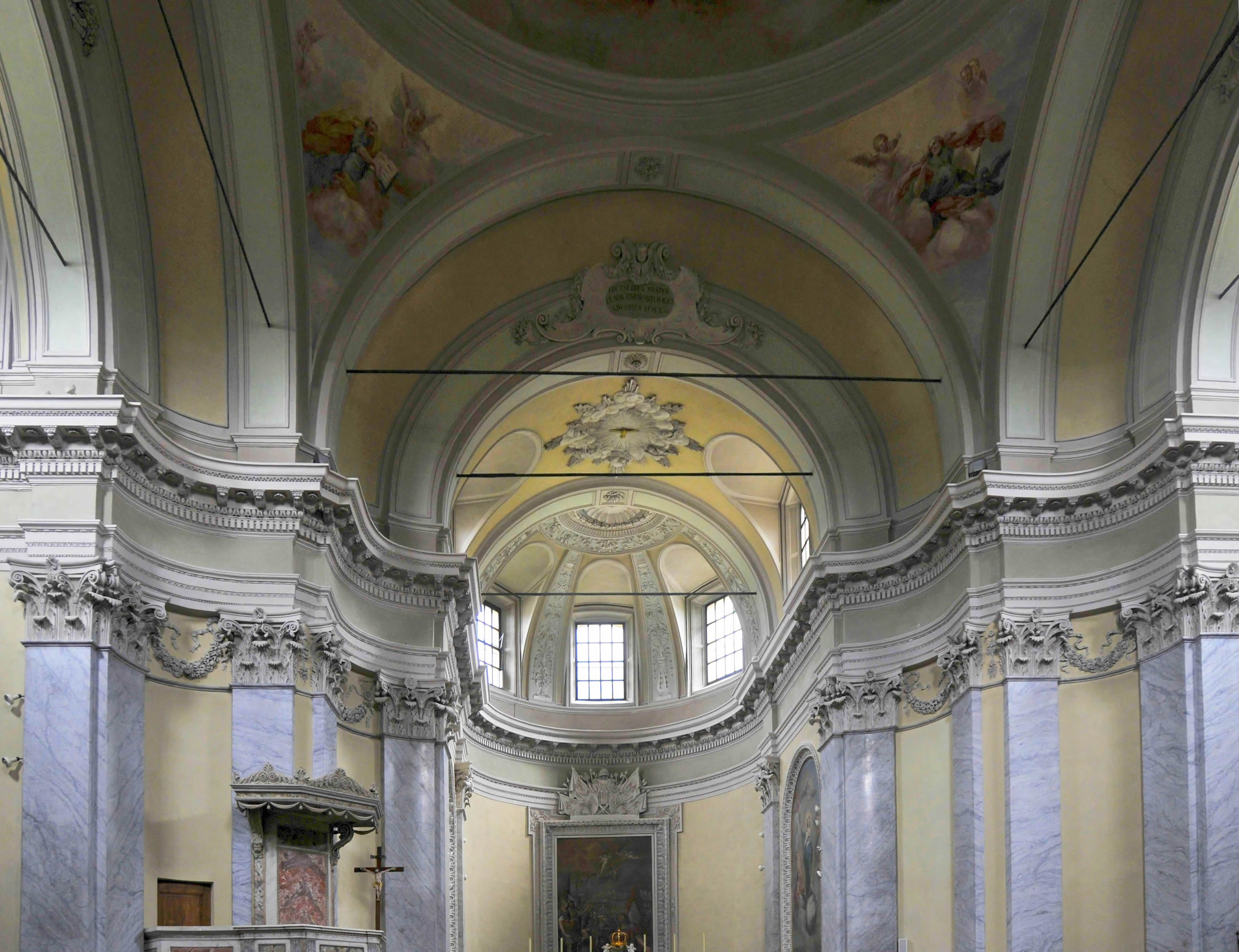
Decorazione del presbiterio di Girolamo Staffieri
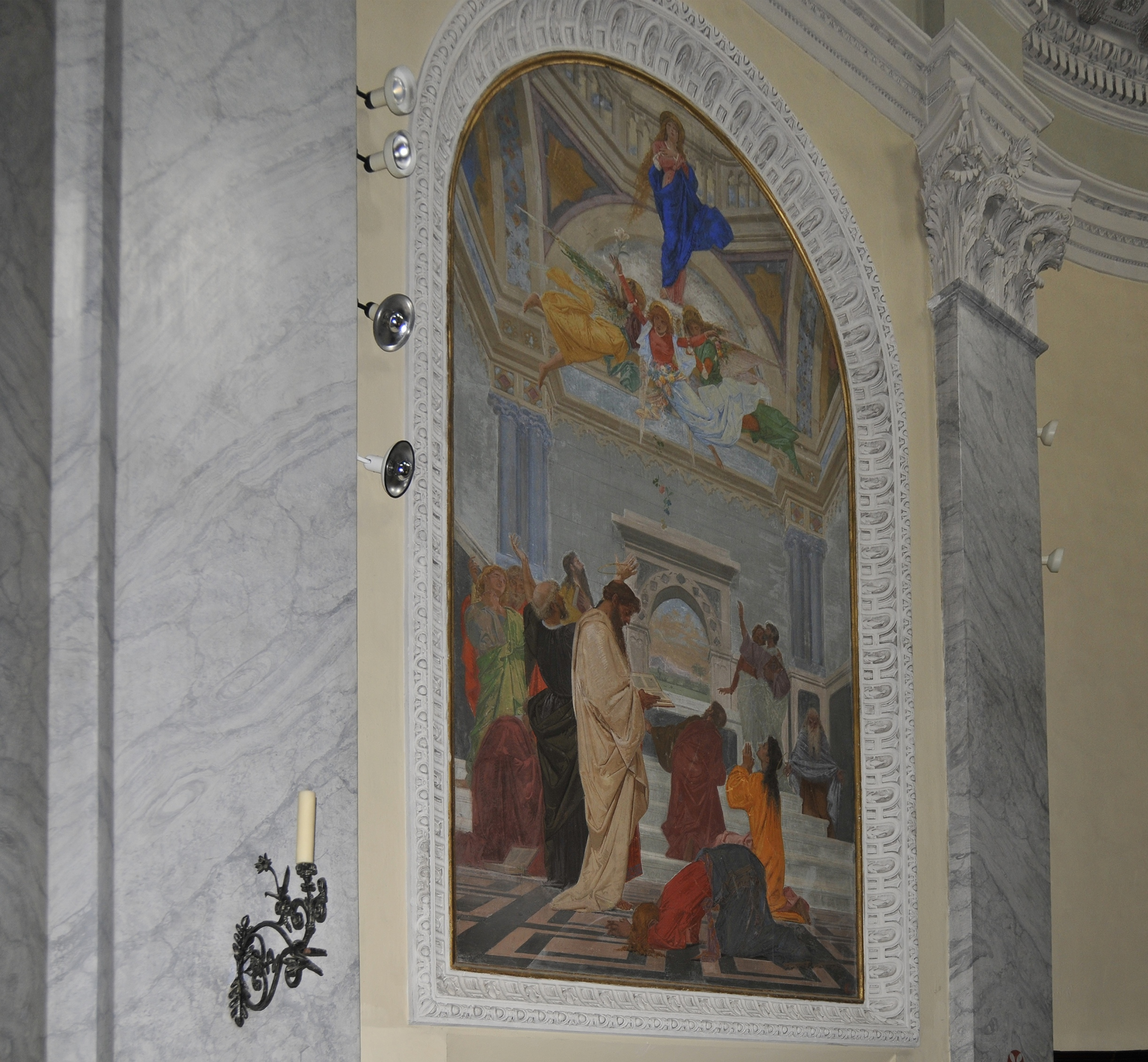
Assunzione della Vergine opera di Antonio Barzaghi Cattaneo

L'aula presenta due grandi cappelle laterali ricoperte da volte a botte.

#### Cappella di sinistra
L'altare seicentesco della cappella di sinistra è sovrastato da colonne tortili che incorniciano una pregevole pala del 1580 con la Sacra Conversazione raffigurante la Madonna col Bambino in trono e san Benedetto da Norcia, san Mauro (in paramenti vescovili), santa Giustina di Padova e santa Caterina d'Alessandria, opera di Simone Peterzano (Bergamo, 1535 circa - Milano, 1596 circa), maestro dal 1584 del giovane Michelangelo Merisi detto Caravaggio. Si pensa che il dipinto sia proveniente da un monastero benedettino soppresso in con la riforma giuseppina (1780-1790) e spostato qui con la ricostruzione della chiesa.
Il quadro è prettamente legato alla tradizione rinascimentale lombarda e si evidenzia nella sua forma con il taglio calibrato della composizione, la simmetria dei personaggi, la ricerca e la preziosità delle vesti. Si tratta sicuramente di un dipinto di origine lombarda, legata ai canoni stilistici e iconografici voluti dal cardinale Carlo Borromeo e alla riforma tridentina.

#### Cappella di destra
Sopra l'altare della cappella di destra si ammira una mossa Crocifissione attribuibile dubitativamente alla bottega di Giuseppe Antonio Petrini di Carona in quanto si potrebbe ravvisare anche la mano di Bartolomeo Rusca di Arosio. Sull'altare è posto lo stemma famigliare della famiglia Rusca di Trivolzio, che commissionò la cappella.
È evidente l'adattamento effettuato per l'altare in quanto si vede un'aggiunta fatta alla pala per aumentarne l'altezza.

#### Fonte battesimale, acquasantiere e cantoria
Sul lato sinistro un vano ospita il fonte battesimale di marmo di Arzo con volta a botte, rosoni e lunetta col bassorilievo del Battesimo nel Giordano, eseguiti da Gerolamo Staffieri nel 1830. Nel 1837 eseguì anche la cantoria, che è stata in seguito soppressa.
Il fonte è in marmo di Arzo e si è potuto verificare che è stato trasportato qui dalla vecchia chiesa, infatti sullo zoccolo si legge la data di donazione 1707 e l'arma della famiglia Staffieri con le iniziali DS che stanno per Giovanni Domenico Staffieri, il donatore. È sovrastato da una struttura lignea a tempietto proveniente anch'essa dall'antica parrocchiale.
Molto interessanti, invece, le acquasantiere formate con diversi elementi marmorei di epoche diverse, probabilmente seicenteschi i contenitori mentre cinquecenteschi i leoni reggicolonna.

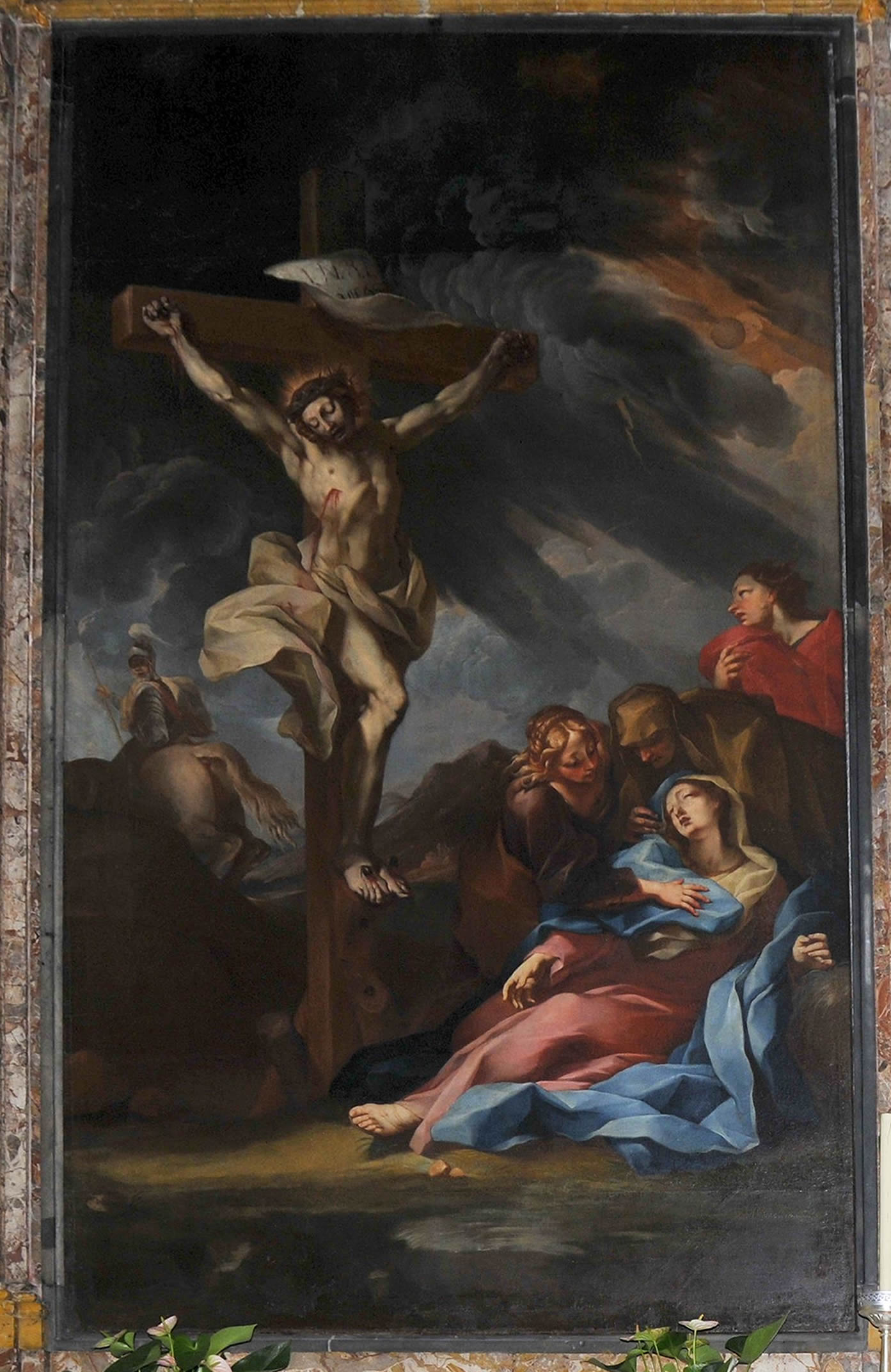
Crocefissione già attribuita alla bottega di Giuseppe Antonio Petrini ma forse di Bartolomeo Rusca
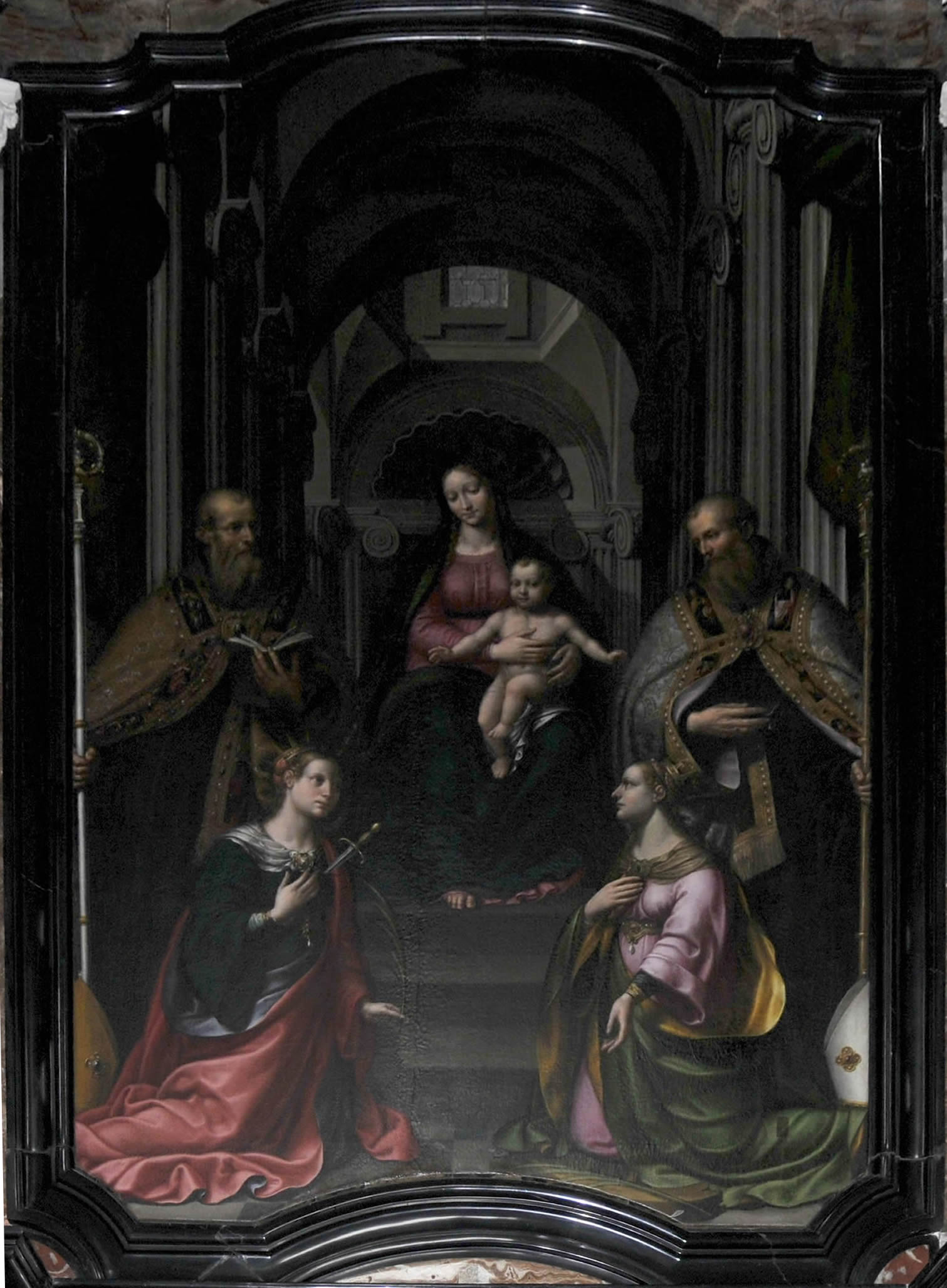
Dipinto della Sacra Conversazione di Simone Peterzano
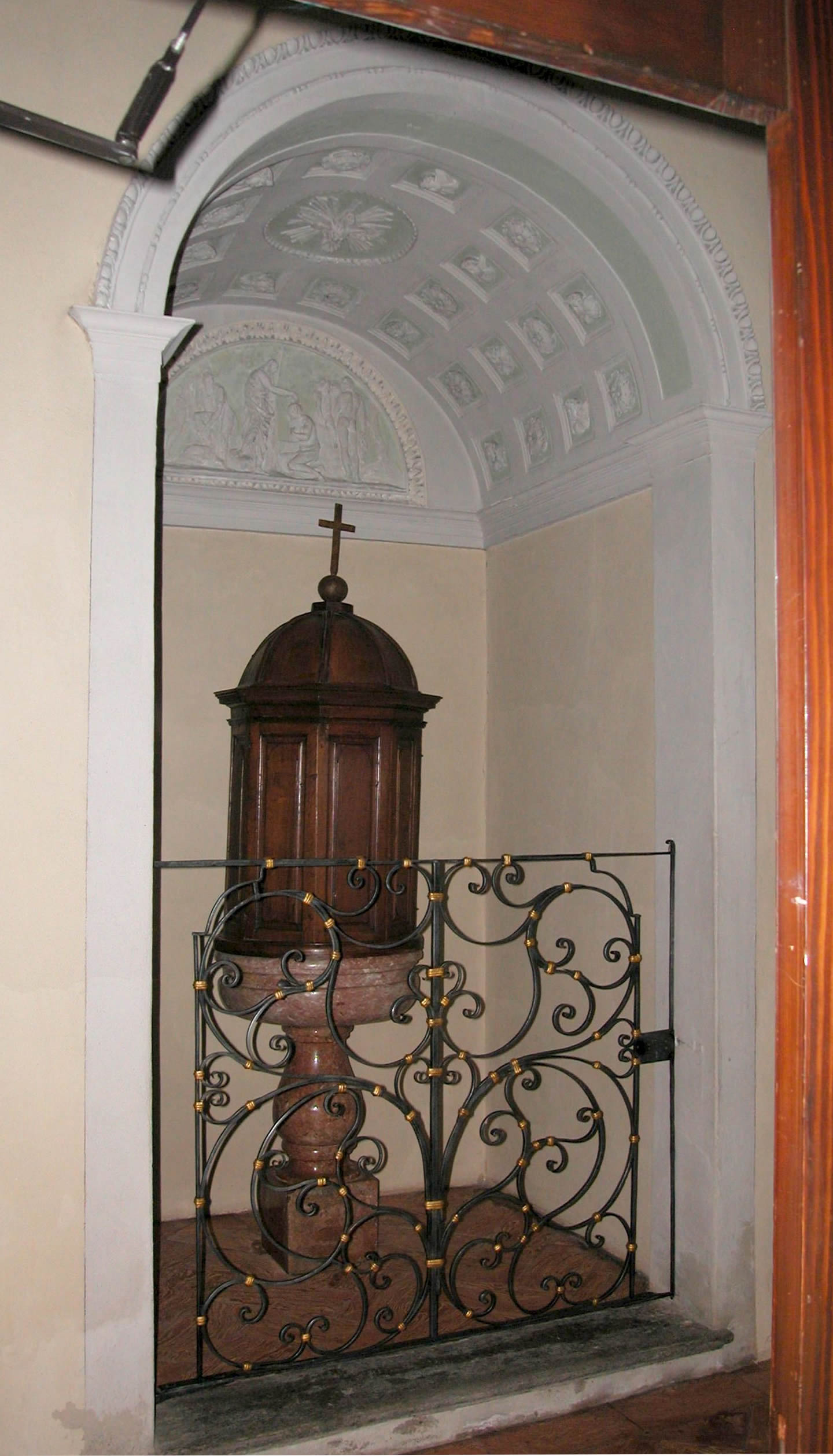
Fonte battesimale in marmo di Arzo con stucchi della cappella di Gerolamo Staffieri
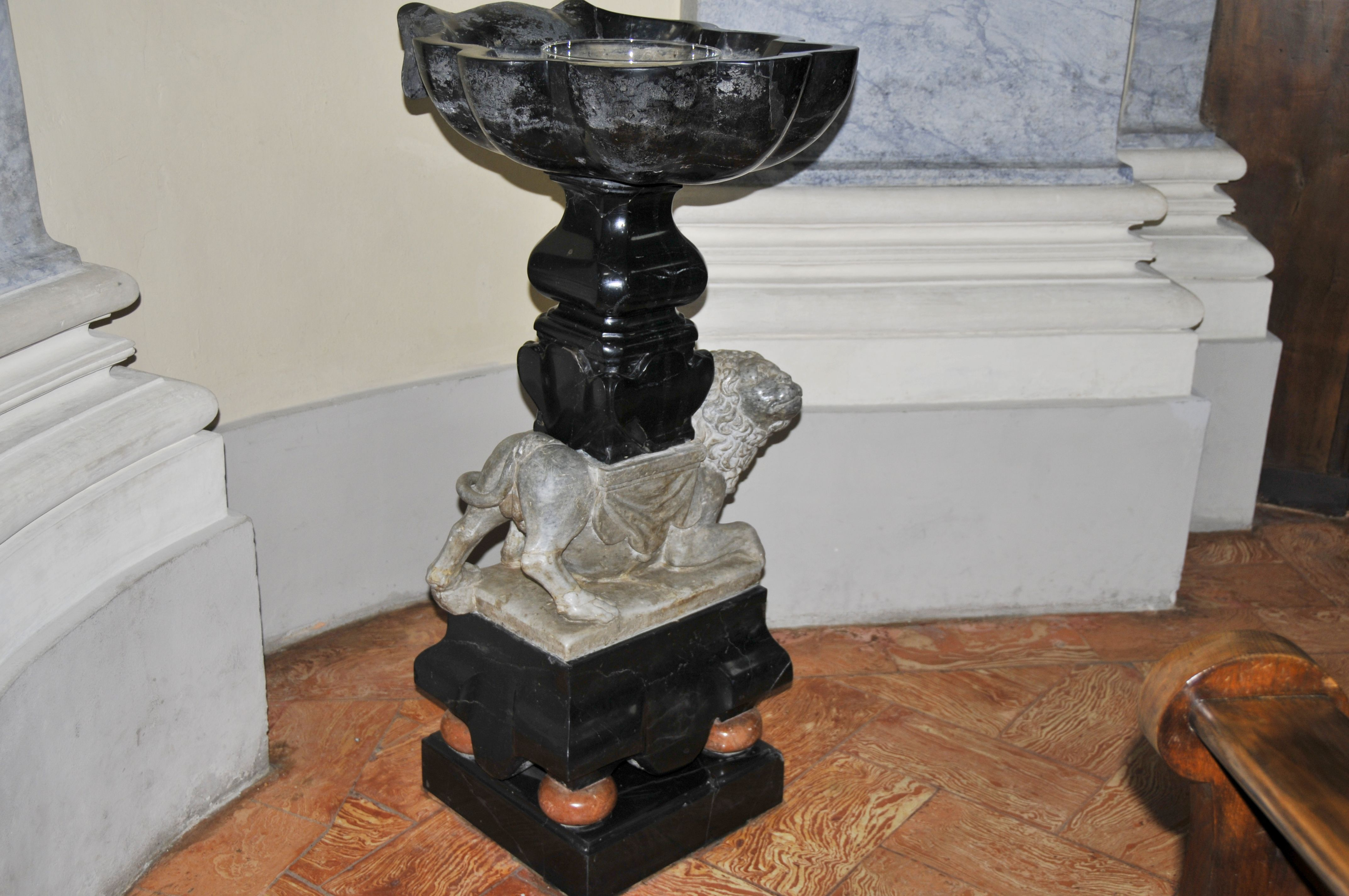
Acquasantiera composto da pezzi di diverse epoche

#### Lavorazione in legno e in vetro
Gli stalli e i confessionali come altri mobili in legno vennero eseguiti nel 1856 dai falegnami Ilario Moccetti e Battista Gianinazzi di Bioggio.
Si ha menzione anche di alcune vetrate fatte eseguire nel 1908 da Pietro Grossi e Giovanni Spurgazzi alla ditta Jourdin di Ginevra. La vetrata sull'altare della Vergine Addolorata rappresentava San Giovanni Evangelista, quello sulla conversazione della Vergine, invece, San Pietro. Tuttavia queste vetrate sono state piazzate altrove. Quella di San Pietro, ad esempio, è nella Villa Rusca, attuale municipio.

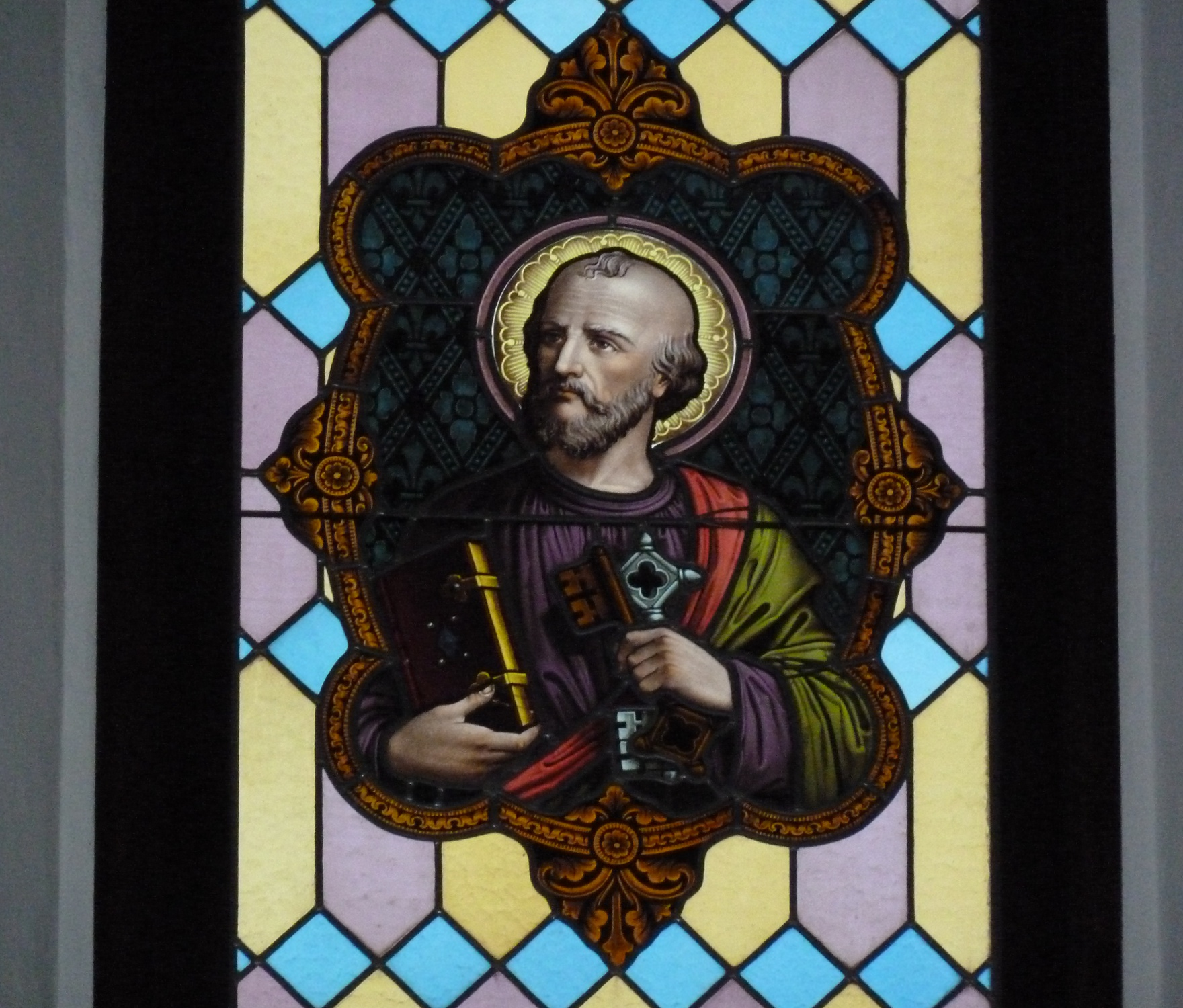
Particolare finestra con San Pietro posta oggi nel Palazzo Rusca

#### L'entrata
Interessanti le acquasantiere che risultano da assemblaggi di materiali di epoche diverse. Si presentano con dei leoni, forse del XVI secolo, che sorreggono una colonna.
Sulla parete d'entrata ci sono le lapidi che ricordano tre personalità di Bioggio: don Serafino Balestra, l'architetto Girolamo Grossi, architetto della chiesa, e il viceparroco e fondatore della chiesa Domenico Staffieri (1721-1806).

## Casa di Sant'Ilario
Nella casa di Sant'Ilario, antistante alla chiesa, sono conservate due tele barocche autografe del Petrini: san Gregorio Magno e San Giuseppe, spostate qui dalla sagrestia. Un bassorilievo in terracotta della Madonna col Bambino del Quattrocento e un bassorilievo in pietra di Saltrio con stemma della famiglia Rusca, risalente al XVII secolo. Inoltre è conservato un raro ostensorio ambrosiano cilindrico, recante l'arma Staffieri e un altro ostensorio romano a raggi in argento dorato, entrambi barocchi; un piviale trapunto con fili d'oro e d'argento della fine del Seicento; un servizio "di terza" del Settecento, decorato in oro su fondo rosso, e diversi artistici reliquiari e candelabri.